# Квантосома
Квантосома (англ. quantasome, рідко quantosome) — частинка в складі тилакоїдної мембрани хлоропласта, у якій відбувається фотосинтез. Квантосоми закріплені на поверхні тилакоїдних дисків хлоропластів у вигляді паракристалічної маси. Вони складаються з ліпідів і білків, зокрема містять різноманітні фотосинтетичні пігменти та носії окисно-відновного потенціалу. З цієї причини їх вважають фотосинтетичними одиницями.
Уперше квантосоми були ідентифіковані Родеріком Б. Парком у 1962 році.
Квантосоми мають форму сплюснутого еліпсоїда розміром 185×155×100 ангстрем. Вони бувають двох розмірів: вважається, що менша квантосома є ділянкою фотосистеми I, а більша — ділянкою фотосистеми II. Кожна квантосома містить близько 230–250 молекул хлорофілу і 50 молекул каротиноїдів і, таким чином, обладнана усім достатнім для реакції фотосинтезу.

## Дивіться також
- Фотофосфорилювання
- Реакційний центр фотосинтезу
- Фотосистема II
- Тилакоїд